# DSV-Pokal 2015/16
Der DSV-Pokal 2015/16 ist die 44. Austragung des Wasserballpokalwettbewerbs der Herren. Er begann am 3. Oktober 2015 mit der 1. Runde und endet mit dem Sieg der Wasserfreunde Spandau 04 im Finale über den SV Bayer Uerdingen 08. Der Rekordgewinner aus Spandau sicherte sich damit seinen 31. Titel seit 1979.
Im Nachhinein wurden den Berlinern der Pokalsieg aberkannt, da sie im Halbfinale gegen den ASC Duisburg den für diese Partie gesperrten Spieler Moritz Oeler einsetzt hatten.
Somit ist der zuerst zweitplatzierte SV Bayer Uerdingen 08 der aktuelle Pokalsieger, da Spandau disqualifiziert wurde.

## Teilnehmende Mannschaften
Für den DSV-Pokal haben sich folgende 32 Mannschaften qualifiziert:
| Deutsche Wasserball-Liga die 16 Vereine der Saison 2014/15 | 2. Wasserball-Liga Landesgruppen der Saison 2014/15 | Oberliga aus der Saison 2014/15         |
| Plätze 1 – 8 - Wasserfreunde Spandau 04 (TV) - ASC Duisburg - Waspo 98 Hannover - SSV Esslingen - White Sharks Hannover - SV Bayer Uerdingen 08 - SV Krefeld 72 - SVV Plauen Plätze 9 – 16 - OSC Potsdam - SG Neukölln Berlin - SV Cannstatt - SC Neustadt - SC Wedding Berlin - SV Weiden - SpVg Laatzen - SGW Leimen/Mannheim | Nord - Poseidon Hamburg - Hellas 1899 Hildesheim - HSG Warnemünde Ost - SGW Brandenburg - Wasserball-Union Magdeburg - HSG TH Leipzig - SC Chemnitz 1892 West - Duisburger SV 98 - Düsseldorfer SC 1898 - SGW Solingen/Wuppertal Süd - SC Wasserfreunde Fulda - SG Stadtwerke München - SV Würzburg 05 - SV Ludwigsburg 08 - WSV Vorwärts Ludwigshafen | Oberliga West - SG Wassersport Iserlohn |

## Modus
Der Sieger im DSV-Pokal, wird nach dem K.-o.-System ermittelt. Die Paarungen werden vor jeder Runde ausgelost, wobei unterklassige Vereine Heimrecht haben. Endete ein Spiel nach regulärer Spielzeit unentschieden, kommt es zu einer Verlängerung. Ist das Spiel auch nach der Verlängerung nicht entschieden, wird der Sieger durch Fünfmeterwerfen ermittelt.

## 1. Runde
In der ersten Runde im DSV-Pokal starteten die qualifizierten Mannschaften aus den Landesgruppen der 2. Wasserball-Liga und aus der Oberliga der Saison 2014/15.
| Datum               |                         | Ergebnis |                            |
| ------------------- | ----------------------- | -------- | -------------------------- |
| Sa 03.10. 14:00 Uhr | SGW Solingen/Wuppertal  | 20:70    | HSG TH Leipzig             |
| Sa 03.10. 16:00 Uhr | SGW Brandenburg         | 07:16    | Poseidon Hamburg           |
| Sa 03.10. 16:30 Uhr | Hellas 1899 Hildesheim  | 04:19    | Duisburger SV 98           |
| Sa 03.10. 16:30 Uhr | SV Würzburg 05          | 13:30    | Düsseldorfer SC 1898       |
| Sa 03.10. 18:00 Uhr | SG Stadtwerke München   | 12:13    | Wasserball-Union Magdeburg |
| Sa 03.10. 19:30 Uhr | SG Wassersport Iserlohn | 11:90    | SC Wasserfreunde Fulda     |
| Sa 03.10. 20:00 Uhr | SV Ludwigsburg 08       | 21:10    | HSG Warnemünde             |
| Sa 03.10. 20:00 Uhr | SC Chemnitz 1892        | 16:13    | WSV Vorwärts Ludwigshafen  |

1. ↑  Sieg nach Fünfmeterwerfen

## 2. Runde
In der zweiten Runde gesellen sich zu den acht Siegern der ersten Runde, jene Mannschaften aus der Deutschen Wasserball-Liga die in der Saison 2014/15 die Plätze 9 bis 16 belegten.
| Datum               |                         | Ergebnis |                            |
| ------------------- | ----------------------- | -------- | -------------------------- |
| Sa 17.10. 14:00 Uhr | SGW Solingen/Wuppertal  | 04:11    | SV Cannstatt               |
| Sa 17.10. 14:00 Uhr | SV Würzburg 05          | 08:10    | OSC Potsdam                |
| Sa 17.10. 16:00 Uhr | SpVg Laatzen            | 13:80    | SGW Leimen/Mannheim        |
| Sa 17.10. 18:00 Uhr | SV Weiden               | 17:15    | SC Wedding Berlin          |
| Sa 17.10. 18:00 Uhr | Duisburger SV 98        | 11:50    | SC Neustadt                |
| Sa 17.10. 18:00 Uhr | Poseidon Hamburg        | 3:7      | SG Neukölln Berlin         |
| Sa 17.10. 19:30 Uhr | SG Wassersport Iserlohn | 8:5      | Wasserball-Union Magdeburg |
| Sa 17.10. 20:00 Uhr | SV Ludwigsburg 08       | 26:11    | SC Chemnitz 1892           |

1. ↑  Sieg nach Fünfmeterwerfen

## Achtelfinale
Ab dem Achtelfinale steigen die acht besten Mannschaften der Deutschen Wasserball-Liga aus der Saison 2014/15 in den Wettbewerb ein.
| Datum               |                         | Ergebnis |                          |
| ------------------- | ----------------------- | -------- | ------------------------ |
| Sa 28.11. 14:00 Uhr | SV Cannstatt            | 7:9      | SV Bayer Uerdingen 08    |
| Sa 28.11. 16:00 Uhr | SpVg Laatzen            | 10:16    | OSC Potsdam              |
| Sa 28.11. 16:30 Uhr | SSV Esslingen           | 08:14    | ASC Duisburg             |
| Sa 28.11. 17:45 Uhr | SV Ludwigsburg 08       | 14:18    | Duisburger SV 98         |
| Sa 28.11. 18:00 Uhr | SV Weiden               | 03:26    | Waspo 98 Hannover        |
| Sa 28.11. 18:30 Uhr | SG Neukölln Berlin      | 16:10    | SV Krefeld 72            |
| Sa 28.11. 19:30 Uhr | SG Wassersport Iserlohn | 03:12    | SVV Plauen               |
| Di 1.12. 20:00 Uhr  | White Sharks Hannover   | 05:12    | Wasserfreunde Spandau 04 |

## Viertelfinale
| Datum               |                          | Ergebnis |                       |
| ------------------- | ------------------------ | -------- | --------------------- |
| Sa 30.01. 16:00 Uhr | Wasserfreunde Spandau 04 | 15:30    | SG Neukölln Berlin    |
| Sa 30.01. 16:00 Uhr | ASC Duisburg             | 12:10    | Waspo 98 Hannover     |
| Sa 30.01. 18:00 Uhr | SVV Plauen               | 10:13    | SV Bayer Uerdingen 08 |
| Sa 30.01. 18:00 Uhr | OSC Potsdam              | 15:60    | Duisburger SV 98      |

1. ↑  Sieg nach Fünfmeterwerfen

## Finalrunde inKrefeld

### Halbfinale
| Datum               |                          | Ergebnis |              |
| ------------------- | ------------------------ | -------- | ------------ |
| Sa 14.05. 17:30 Uhr | SV Bayer Uerdingen 08    | 13:80    | OSC Potsdam  |
| Sa 14.05. 19:00 Uhr | Wasserfreunde Spandau 04 | 7:6      | ASC Duisburg |

### Spiel um Platz 3
| Datum               |             | Ergebnis |              |
| ------------------- | ----------- | -------- | ------------ |
| So 15.05. 16:45 Uhr | OSC Potsdam | 06:21    | ASC Duisburg |

### Finale
| SV Bayer Uerdingen 08 | SV Bayer Uerdingen 08 | Wasserfreunde Spandau 04 | Wasserfreunde Spandau 04 |
| | Finale Sonntag, 15. Mai 2016 um 18:15 Uhr in Krefeld (Bayer-Traglufthalle am Waldsee) Ergebnis: 9:18 (3:3,2:5,1:6,3:4) Schiedsrichter: Holger Sonnenfeld, Hendrik Schopp Spielerstatistik |                          |                          |
| Oliver Greck, Niklas Bärendahls – Julian Fleck, Gergö Kovács, Sven Roeßing, Tobias Tamson, Mate Rajna Povazsan, Tim Wollthan, Bartholomäus Luczak , Ben Boffen, Ben Reibel, Lazar Kilibarda, Gerrit Pape Trainer: Kai Küpper  | László Baksa, Tim Höhne – Remi Saudadier, Christian Schlanstedt, Mateo Ćuk, Lukas Küppers, Maurice Jüngling, Marzouki Mehdi, Tim Donner, Marko Stamm , Moritz Oeler, Marin Restović, Spencer Hamby Trainer: Petar Kovačević |                          |                          |
| 1:1 Sven Roeßing (2:20) 2:1 Sven Roeßing (3:15) 3:1 Ben Reibel (5:00) 4:4 Sven Roeßing (9:25) 5:8 Gergö Kovacs (14:20) 6:13 Ben Reibel (21:58) 7:15 Sven Roeßing (25:18) 8:17 Ben Reibel (28:49) 9:18 Lazar Kilibarda (31:45) | 0:1 Marko Stamm (2:01) 3:2 Mateo Ćuk (6:04) 3:3 Spencer Hamby (7:52) 3:4 Marko Stamm (8:49) 4:5 Mateo Ćuk (10:33) 4:6 Marin Restović (12:13) 4:7 Remi Saudadier (12:54) 4:8 Mateo Ćuk (13:36) 5:9 Maurice Jüngling (17:04) 5:10 Marin Restović (17:56) 5:11 Marin Restović (18:51) 5:12 Tim Donner (19:32) 5:13 Moritz Oeler (21:27) 6:14 Lukas Küppers (23:13) 6:15 Marko Stamm (25:01) 7:16 Marin Restović (25:57) 7:17 Maurice Jüngling (28:07) 8:18 Spencer Hamby (30:17) |                          |                          |